# アレグロ・アパショナート (サン＝サーンス)
カミーユ・サン＝サーンスによって書かれたアレグロ・アパッショナート（"Allegro appassionato"）という題名の作品は2つ存在する。チェロとピアノまたは管弦楽のために書かれた作品43と、ピアノ独奏またはピアノと管弦楽のための作品70であるが、両者に内容の関連はない。

## 作品43
作曲時期は不明だが、1873年に友人のチェロ奏者ジュール・ベルナール・ラセール(Jules-Bernard Lasserre)によって初演され、ラセールに献呈されている。管弦楽伴奏版は1876年に完成している。
ロ短調、2/4拍子、簡単なソナタ形式。演奏時間は単一楽章で3、4分程度。
2小節の序奏は、チェロの音域に配慮して低い音域に降りていくシンコペーションの下降音階による。第一主題はD-D-D-Cis-H-Cisの4分音符と16分音符の組み合わせで、ここでもシンコペーションが目立つ。第二主題はチェロの重音に始まる変化の多いもの。
規模は小さいながらチェロの技巧や表現力がよく生かされており、短い中にサン＝サーンスの技術が窺える作品である。

## 作品70
ピアノ独奏版は1884年、パリ音楽院の試験曲として作曲され、同年中に出版されている。ピアノ協奏曲版の作曲時期や経緯は不明。楽譜は、それをさらに編曲した2台ピアノ版と共に1905年に出版されている。
現在おもに弾かれるのはピアノ独奏版である。
嬰ハ短調、6/8拍子、ソナタ形式の要素を持つ複合三部形式。演奏時間は約5分半。
Fis-Gis-Hisの三音によるモチーフに始まり、主部ではこの動機が徹底的に活用される。中間部では、主部の主題が展開される間に、二つの抒情的なエピソードが挟まれる。
技術的にはリズムの処理やアルペジオ、異なる楽想の弾き分けなどが課題となる。